# Léo Realpe
Leonardo Javier Realpe Montaño (Quinindé, Ecuador; 26 de febrero de 2001), conocido deportivamente como Léo Realpe, es un futbolista ecuatoriano. Juega de defensa y su equipo actual es el Futebol Clube Famalicão de la Primeira Liga de Portugal.

## Trayectoria

### Independiente del Valle
Léo Realpe se inició en las canteras del Independiente del Valle donde logra su debut en un partido válido por la Copa Sudamericana 2019 y además logra alzar la primera copa internacional con el equipo rayado, tras derrotar 3-1 a Colón de Argentina en la final jugada en Asunción.

### Bragantino
Considerado como una promesa y jugador de proyección es fichado por el Red Bull Bragantino para la temporada 2020 en Brasil.

### F. C. Famalicão
El 2 de septiembre de 2024 fue cedido por una temporada al Futebol Clube Famalicão de la Primera División de Portugal.

## Selección nacional

### Selección absoluta
Fue convocado para los amistosos frente a Bolivia y Costa Rica que se jugaron en junio de 2023, debutando el 20 de junio de titular ante los ticos. El encuentro terminaría 3-1 favorable para Ecuador.

#### Participaciones en eliminatorias
| Eliminatorias      | Sede            | Resultado   | Partidos | Goles |
| ------------------ | --------------- | ----------- | -------- | ----- |
| Eliminatorias 2026 | América del Sur | Clasificado | 1        | 0     |

#### Partidos internacionales
Actualizado al último partido disputado el 21 de marzo de 2024.
| \| N.° \| Fecha \| Ciudad \| Oponente \| Resultado \| Resultado \| Competencia \| \| --- \| ------------------------ \| -------- \| ---------- \| --------- \| --------- \| ----------------------------- \| \| 1. \| 20 de junio de 2023 \| Chester \| Costa Rica \| 3-1 \| Victoria \| Amistoso \| \| 2. \| 12 de septiembre de 2023 \| Quito \| Uruguay \| 2-1 \| Victoria \| Eliminatorias al Mundial 2026 \| \| 3. \| 21 de marzo de 2024 \| Harrison \| Guatemala \| 2-0 \| Victoria \| Amistoso \| |                          |          |            |           |           |                               |
| N.° | Fecha                    | Ciudad   | Oponente   | Resultado | Resultado | Competencia                   |
| 1. | 20 de junio de 2023      | Chester  | Costa Rica | 3-1       | Victoria  | Amistoso                      |
| 2. | 12 de septiembre de 2023 | Quito    | Uruguay    | 2-1       | Victoria  | Eliminatorias al Mundial 2026 |
| 3. | 21 de marzo de 2024      | Harrison | Guatemala  | 2-0       | Victoria  | Amistoso                      |

## Estadísticas

### Clubes
Actualizado al último partido disputado el 16 de mayo de 2025.
| Equipo                            | Temporada     | Liga          | Liga  | Liga  | Copas nacionales | Copas nacionales | Copas internacionales | Copas internacionales | Otros | Otros | Total | Total |
| Equipo                            | Temporada     | Div.          | Part. | Goles | Part.            | Goles            | Part.                 | Goles                 | Part. | Goles | Part. | Goles |
| --------------------------------- | ------------- | ------------- | ----- | ----- | ---------------- | ---------------- | --------------------- | --------------------- | ----- | ----- | ----- | ----- |
| Independiente del Valle · Ecuador | 2019          | 1.ª           | 7     | 0     | 2                | 0                | 1                     | 0                     | —     | —     | 10    | 0     |
| Independiente del Valle · Ecuador | Total club    | Total club    | 7     | 0     | 2                | 0                | 1                     | 0                     | 0     | 0     | 10    | 0     |
| Red Bull Bragantino · Brasil      | 2020          | 1.ª           | 6     | 0     | 0                | 0                | 0                     | 0                     | 2     | 0     | 8     | 0     |
| Red Bull Bragantino · Brasil      | 2021          | 1.ª           | 8     | 0     | 0                | 0                | 0                     | 0                     | 5     | 0     | 13    | 0     |
| Red Bull Bragantino · Brasil      | 2022          | 1.ª           | 8     | 0     | 0                | 0                | 1                     | 0                     | 4     | 1     | 13    | 1     |
| Red Bull Bragantino · Brasil      | 2023          | 1.ª           | 21    | 0     | 1                | 0                | 3                     | 0                     | 5     | 0     | 30    | 0     |
| Red Bull Bragantino · Brasil      | 2024          | 1.ª           | 1     | 0     | 0                | 0                | 0                     | 0                     | 7     | 0     | 8     | 0     |
| Red Bull Bragantino · Brasil      | Total club    | Total club    | 44    | 0     | 1                | 0                | 4                     | 0                     | 23    | 1     | 72    | 1     |
| F. C. Famalicão Portugal          | 2024-25       | 1.ª           | 5     | 0     | 0                | 0                | —                     | —                     | —     | —     | 5     | 0     |
| F. C. Famalicão Portugal          | Total club    | Total club    | 5     | 0     | 0                | 0                | 0                     | 0                     | 0     | 0     | 5     | 0     |
| Total carrera                     | Total carrera | Total carrera | 56    | 0     | 3                | 0                | 5                     | 0                     | 23    | 1     | 87    | 1     |
| 1. 2. 3.                          |               |               |       |       |                  |                  |                       |                       |       |       |       |       |

## Palmarés

### Campeonatos estaduales
| Título                           | Club                | Año  |
| -------------------------------- | ------------------- | ---- |
| Campeonato Paulista del Interior | Red Bull Bragantino | 2020 |

### Campeonatos internacionales
| Título            | Club                    | Año  |
| ----------------- | ----------------------- | ---- |
| Copa Sudamericana | Independiente del Valle | 2019 |